# Lithocolletis populifoliella
Lithocolletis populifoliella là một loài côn trùng trong họ Gracillaridae. Loài này được Trietscke miêu tả khoa học đầu tiên.
Đây là loài gây hại phát triển phổ biến ở Uzbekistan.